# کتی کرینر
کتی کرینر (انگلیسی: Kathy Kreiner; ۴ مهٔ ۱۹۵۷ – ) از برندگان مدال‌های بازی‌های المپیک زمستانی و اسکی‌باز آلپاین اهل کانادا بود.